# Lliga catalana de bàsquet femenina 2
La Lliga Catalana de Bàsquet femenina 2 és una competició oficial de basquetbol catalana que organitza la Federació Catalana de Bàsquet. Va ser creada el 2003 i enfronta els equips femenins de bàsquet de Catalunya de la segona divisió espanyola, en un torneig que es disputa cada any a principis de temporada, mitjançant el sistema d'eliminatòries i final a partit únic.

## Historial
| En negreta = Equip guanyador (prò.) = Pròrroga (1) = Nombre de campionats Nota: Noms dels equips segons l'època |

| Edició                             | Temp.   | Campió                        | Resultat      | Subcampió              | Seu                                                 | refs  |
| ---------------------------------- | ------- | ----------------------------- | ------------- | ---------------------- | --------------------------------------------------- | ----- |
| I                                  | 2003-04 | BF Viladecans Proinoasa (1)   | lligueta      | Set 96 CB Olesa        |                                                     |       |
| II                                 | 2004-05 | Set 96 CB Olesa (1)           | 62-71 / 63-60 | SR Lima Horta          | Final a doble partit                                |       |
| III                                | 2005-06 | SR Lima Horta (1)             | 69-62         | UE Mataró              | Palau d'Esports Josep Mora, Mataró                  |       |
| IV                                 | 2006-07 | Femení Sant Adrià (1)         | 59-51         | Nexus CB Olesa         | Pavelló Nou Congost, Manresa                        |       |
| V                                  | 2007-08 | Femení Sant Adrià (2)         | 68-60         | Don Piso Uni Girona    | Pavelló Municipal Girona-Fontajau                   |       |
| VI                                 | 2008-09 | Femení Sant Adrià (3)         | 74-54         | Argon Uni Girona       | Pavelló Marina Besòs, Sant Adrià de Besòs           |       |
| VII                                | 2009-10 | Femení Sant Adrià (4)         | 77-60         | Platges de Mataró      | Pavelló Municipal de Blanes                         |       |
| VIII                               | 2010-11 | CBF Sarrià (1)                | 65-42 / 63-55 | Platges de Mataró      | Final a doble partit                                |       |
| IX                                 | 2011-12 | Segle XXI (1)                 | 58-51         | Cravic Reus Deportiu   | Parc Esportiu Baix Llobregat, Cornellà de Llobregat | [ 3 ] |
| no es disputà la temporada 2012-13 |         |                               |               |                        |                                                     |       |
| X                                  | 2013-14 | Barça CBS (1)                 | 83-60         | Segle XXI              | Palau Juan Carlos Navarro, Sant Feliu de Llobregat  |       |
| XI                                 | 2014-15 | Snatt's Femení Sant Adrià (5) | 65-53         | Segle XXI              | Poliesportiu La Mina, Sant Adrià de Besòs           |       |
| XII                                | 2015-16 | Snatt's Femení Sant Adrià (6) | lligueta      | Segle XXI              | Poliesportiu La Mina, Sant Adrià de Besòs           |       |
| XIII                               | 2016-17 | Joventut Les Corts (1)        | 73-68         | Lima-Horta Barcelona   | Pavelló Can Carbonell, Cornellà de Llobregat        | [ 4 ] |
| XIV                                | 2017-18 | Lima-Horta Barcelona (2)      | 54-47         | Barça CBS              | Pavelló Olímpic de Reus                             | [ 5 ] |
| XV                                 | 2018-19 | Barça CBS (2)                 | 65-53         | Mataró Parc Boet       | Pavelló Joan Busquets, El Prat de Llobregat         |       |
| XVI                                | 2019-20 | Snatt's Femení Sant Adrià (7) | 68-46         | Lima-Horta Barcelona   | Palau Juan Carlos Navarro, Sant Feliu de Llobregat  | [ 6 ] |
| XVII                               | 2020-21 | Barça CBS (3)                 | 83-73         | Advisoria Mataró       | Palau Juan Carlos Navarro, Sant Feliu de Llobregat  |       |
| XVIII                              | 2021-22 | Basket Almeda (1)             | 52-49         | Unilever Viladecans BF | Pavelló Municipal Joan Creus, Ripollet              | [ 7 ] |
| XIX                                | 2022-23 | Unilever Viladecans BF (2)    | 53-49         | GEiEG                  | Pavelló Castell d'en Planes, Vic                    | [ 8 ] |
| XX                                 | 2023-24 | Robles Força Lleida (1)       | 62-58         | Segle XXI              | Atrium Viladecans                                   | [ 9 ] |

## Palmarès
| Equip                            | Campió | Subcampió | Finals | Anys campió                                                   | Anys subcampió                     |
| -------------------------------- | ------ | --------- | ------ | ------------------------------------------------------------- | ---------------------------------- |
| Club Bàsquet Femení Sant Adrià   | 7      | 0         | 7      | 2006-07, 2007-08, 2008-09, 2009-10, 2014-15, 2015-16, 2019-20 | ―                                  |
| Club Bàsquet Santfeliuenc        | 3      | 1         | 4      | 2013-14, 2018-19, 2020-21                                     | 2017-18                            |
| CB Santa Rosa de Lima Horta      | 2      | 3         | 5      | 2005-06, 2017-18                                              | 2004-05, 2016-17, 2019-20          |
| Club Bàsquet Femení Viladecans   | 2      | 1         | 2      | 2003-04, 2022-23                                              | 2021-22                            |
| Segle XXI                        | 1      | 4         | 5      | 2011-12                                                       | 2013-14, 2014-15, 2015-16, 2023-24 |
| Club Bàsquet Olesa               | 1      | 2         | 3      | 2004-05                                                       | 2003-04, 2006-07                   |
| Club Bàsquet Femení Sarrià       | 1      | 0         | 1      | 2010-11                                                       | ―                                  |
| Club Joventut les Corts          | 1      | 0         | 1      | 2016-17                                                       | ―                                  |
| Basket Almeda                    | 1      | 0         | 1      | 2021-22                                                       | ―                                  |
| Força Lleida Club Esportiu       | 1      | 0         | 1      | 2023-24                                                       | ―                                  |
| Unió Esportiva Mataró            | 0      | 3         | 3      | ―                                                             | 2005-06, 2009-10, 2010-11          |
| Uni Girona Club de Bàsquet       | 0      | 2         | 2      | ―                                                             | 2007-08, 2008-09                   |
| Club Bàsquet Boet Maresme Mataró | 0      | 2         | 2      | ―                                                             | 2018-19, 2020-21                   |
| Reus Deportiu                    | 0      | 1         | 1      | ―                                                             | 2011-12                            |
| GEiEG                            | 0      | 1         | 1      | ―                                                             | 2022-23                            |